# Pentavision
Pentavision是韩国的一家主要音乐游戏开发及销售的公司。

## 概要
韩国的游戏开发公司Amuse World其系列子公司的游戏开发公司Family Production（后更名为Family Works）的EZ2DJ部分开发成员独立出来，以Microsoft Windows为平台，创造DJMAX游戏系列而成立的公司。在EZ2DJ PLATINUM发售后，Amuse World陷入与科乐美（KONAMI）公司的诉讼，后因败诉停止对外业务。
2006年4月，Pentavision公司向韩国Neowiz Corporation取得Neowiz Corporation子公司资格并成为旗下子公司，现公司地址在Neowiz大楼内。

## 代表作品
DJMAX系列游戏作品
- DJMAX Online Emotional Sense Vol.01/02

（Windows 在线 音乐游戏 在中国/日本/韩国/泰国等地均有运营，2004年6月开始运营，2008年3月21日终止运营）
- DJMAX Portable

（PSP 音乐游戏 2006年1月14日发售）
- DJMAX Portable 2

（PSP 音乐游戏 2007年3月30日发售）
- DJMAX Portable International

（PSP 音乐游戏 仅面向北美采用的副标题，本作品不被认为是Portable系列作品 2006年10月27日发售）
- DJMAX Fever

（PSP 音乐游戏 仅面向北美采用的副标题，本作品不被认为是Portable系列作品 2009年1月27日发售）
- DJMAX Portable : Clazziquai Edition

（PSP 音乐游戏 2008年10月16日 发售）
- DJMAX Portable : Black Square

（PSP 音乐游戏 2008年12月24日发售）
- DJMAX Portable : Hottune

（PSP 音乐游戏 2010年发售，本作为纪念PSP及Online作品的核心用户向作品）
- DJMAX Trilogy

（在线 音乐游戏 2008年发售，本作为纪念PSP及Online作品的核心用户向作品）
- DJMAX Mobile

（仅面向韩国本土手机平台 音乐游戏 已停止发售）
- DJMAX TECHNIKA

（街机 音乐游戏 2008年8月15日发售并运营，全球网路功能Platinum Crew运营已停止并全面转为DJMAX TECHNIKA 2）
- DJMAX TECHNIKA 2

（街机 音乐游戏 2010年6月15日发售并运营，全球网路功能Platinum Crew連同DJMAX TECHNIKA 3已於2013年12月31日終止服務）
- DJMAX TECHNIKA 3

（街机 音乐游戏 2011年10月27日发售并运营，全球网路功能Platinum Crew已於2013年12月31日終止服務）
其他游戏作品
- S4 League（Windows 在线 第三人称射击游戏 2007年7月25日公开测试）
- DUELGATE（Windows 在线 动作 即时战略游戏 2007年10月17日公开测试）